# Игнатий (Димов)
Митрополит Игнатий (в миру Иван Радионов Димов; 10 мая 1938, село Кирилово, Болгария) — епископ Болгарской православной церкви, митрополит Плевенский.

## Биография
Родился 10 мая 1938 года в селе Кирилово (ныне Георги-Добрево, община Любимец, Хасковская область, Болгария).
По окончании основного образования, осенью 1956 года был принят в Софийскую духовную семинарию, которую закончил в 1961 году.
С сентября 1963 года обучался в Софийской духовной академии, откуда выпустился в 1967 году.
Некоторый срок служил головщиком («домакином») и певцом при храме-памятнике Рождества Христова в селе Шипка. С 1971 по 1976 год служил в Старозагорской епархии. За это время, с 1974 до 1976 года, проходил богословскую специализацию в Московской духовной академии.
По возвращении в Болгарию, 14 сентября 1976 года в Мыглижском Никольском монастыре митрополитом Старозагорским Панкратием (Дончевым) был пострижен в монашество с именем Игнатий. 29 сентября того же года рукоположён митрополитом Панкратием в сан иеродиакона, а 1 ноября — в сан иеромонаха.
1 января 1977 года был назначен протосингелом Старозагорской епархии и исполнял эту должность до 19 августа 1980 года.
6 декабря 1977 года, согласно решению Священного Синода Болгарской православной церкви, митрополитом Старозагорским Панкратием был возведён в сан архмандрита.
С лета 1980 года до весны 1981 года находился на языковой и богословской специализации в Институте восточных церквей в Регенсбурга, Германия.
В 1981—1985 годах служил протосингелом Акронской, а в 1985—1986 годах — Нью-Йоркской болгарских епархий.
Вслед за возвращением в Болгарию, с 12 декабря 1986 года по 13 февраля 1988 года служил протосингелом Пловдивской епархии.
С 14 февраля по 30 июня 1988 года игуменствовал в Троянской обители.
29 июня 1988 года в патриаршем кафедральном Александро Невском соборе был хиротонисан во епископа Знепольского.
С 1 июля 1988 года по 31 июня 1990 года — ректор Софийской духовной семинарии.
С 1 июля 1990 года до 1 декабря 1991 года — викарий Врачанской, а затем, до марта 1994 года, — викарий Пловдивской епархий.
В 1992 году после ухода в раскол митрополита Врачанского Каллиника, управление Врачанской епархией было возложено на епископа Знепольского Игнатия.
В марте-июне 1994 года снова состоял ректором Софийской духовной семинарии.
29 мая 1994 года возведён в достоинство митрополита Врачанского.
По решению проходившего в Софии Всеправославного Собора от 1 октября 1998 года, бывший в расколе митрополит Врачанский Калиник (Александров) был принят в общение с Церковью и восстановлен на Врачанской кафедре, в связи с чем из Врачанской епархии был выделен Плевенский округ, и в его границах образована Плевенская епархия, на которую и был переведён митрополит Игнатий.